# Бэр (озеро)
Бэр (англ. Bear Lake) — пресноводное озеро на границе штатов Юта и Айдахо, США. Площадь зеркала составляет около 282 км² при средней глубине в 29 м и максимальной глубине 63 м. Насчитывает около 29,5 км в длину и 11,4 км в ширину. Расположено на высоте 1821 м над уровнем моря, вдоль северо-восточной стороны горного хребта Уосатч и восточной стороны хребта Бэр-Ривер. Площадь поверхности — 280 км².
На берегах озера расположены такие города как Гарден-Сити и Лейктаун. Кроме того, в его окрестностях располагаются 2 парка штата (в Юте и в Айдахо), каждый из которых носит название Бэр-Лейк. Озеро Бэр питается водой через канал, отведённый от реки Бэр, строительство которого было завершено в 1915 году. Сама река Бэр впадает в северо-восточную оконечность озера Большое Солёное. Озеро Бэр является популярным местом отдыха среди населения соседних территорий. Вода озера активно используется для орошения. Озеро Бэр образовалось около 250 000 лет назад в результате проседания территории, которое продолжается и сегодня, постепенно углубляя озеро вдоль восточной стороны.
Изначально озеро было названо Блэк-Бэр (англ. Black Bear, «Барибал»); такое название ему дал траппер и первопроходец Дональд Маккензи, открывший озеро в 1819 году. Позже название было изменено просто на Бэр.